# Parasite (film 2019)
Parasite (기생충?, 寄生蟲?, GisaengchungLR, Kisaengch'ungMR ɡ̊isʰɛ̝ŋt͡ɕʰuŋ) è un film del 2019 diretto da Bong Joon-ho.
È stato presentato alla 72ª edizione del Festival di Cannes, dove ha vinto la Palma d'oro, diventando il primo film sudcoreano ad aggiudicarsi tale riconoscimento. È stato anche il primo film sudcoreano a venire candidato ai Premi Oscar, vincendone quattro, tra cui quello per il miglior film, mai assegnato fino a quel momento ad un lungometraggio non in lingua inglese (non considerando i film muti).

## Trama
La famiglia sudcoreana Kim, composta dal padre Ki-taek, dalla madre Chung-sook, dal figlio Ki-woo e dalla figlia Ki-jung, vive col sussidio di disoccupazione in un piccolo e sudicio appartamento seminterrato, tirando avanti con sotterfugi e piccoli lavoretti e lottando per far quadrare i conti. Una sera Min-Hyuk, un amico di Ki-woo, lo va a trovare e per prima cosa regala alla famiglia Kim una roccia della collezione del nonno, presentata ai Kim come un regalo di grande valore economico e artistico: si tratta di un suseok, pietra da collezione di tradizione confuciana, nota col nome di gongshi in Cina e suiseki in Giappone, oggetto di raccolta e commercio in Asia. Il padre la accetta entusiasticamente, mentre la madre commenta contrariata che avrebbe preferito del cibo. I due amici escono insieme e Min-Hyuk - che deve trasferirsi all'estero per motivi di studio - chiede a Ki-woo di sostituirlo come docente privato di inglese per Da-hye, figlia adolescente della ricca famiglia Park, fingendosi studente universitario.
Ki-woo falsifica i documenti necessari e viene così assunto. In breve tempo approfitta dell'ingenuità della madre di Da-hye per fare assumere anche la sorella Ki-jung, spacciandola per un'affermata artista in grado di applicare l'arteterapia sul loro irrequieto e vivace secondogenito, il piccolo Da-song. Per cercare di fare assumere anche loro padre, Ki-jung lascia le proprie mutandine nell'auto di servizio del signor Park per fargli credere che l'autista abbia utilizzato l'auto per un rapporto sessuale: licenziato l'autista in tronco, Ki-taek viene assunto come nuovo autista. Infine, scoperta una grave allergia alle pesche della governante Moon-gwang, già al servizio del precedente proprietario ed architetto della villa, i quattro "parassiti" elaborano un piano con cui viene fatto credere alla signora Park che ella abbia la tubercolosi e la tenga nascosta: la donna viene cacciata di casa e viene assunta al suo posto proprio Chung-sook. La famiglia Park non sospetta niente e Ki-woo inizia addirittura una relazione clandestina con Da-hye.
Una sera in cui i Park lasciano la casa per andare in campeggio, i Kim occupano completamente la bellissima villa, festeggiando i successi ottenuti, godendosi la bellezza del giardino e ubriacandosi in salotto fino a sera. La calma viene rotta dal citofono: è l'ex governante, Moon-gwang, che li supplica di lasciarla entrare per recuperare qualcosa dimenticato nello scantinato. L'ex governante, che ha disattivato le telecamere di sorveglianza, rivela la presenza nel sotterraneo di un impenetrabile bunker nascosto, che nemmeno la famiglia Park conosce: qui vive suo marito Geun-sae, recluso lì da oltre 4 anni per nascondersi dagli usurai. Mentre supplica Chung-sook di mantenere il segreto, la donna scopre la parentela dei Kim e minaccia di rivelare ai Park il loro imbroglio grazie ad alcune riprese fatte con il suo telefonino. Tra i sei scoppia ben presto una rissa.
Improvvisamente i Park comunicano che stanno per rincasare dal campeggio a causa di un nubifragio. I Kim sistemano freneticamente la casa, per farla apparire in ordine, e imprigionano la coppia nel bunker. Moon-gwang cerca di fuggire ma viene fatta cadere dalle scale da Chung-sook e subisce una commozione cerebrale, che in seguito le sarà fatale. La medesima sera la signora Park racconta a Chung-sook del trauma subito dal figlio, qualche anno addietro in occasione di un compleanno, alla vista di un "fantasma" che emergeva dallo scantinato (in realtà Geun-sae, salito furtivamente per rubare cibo dal frigo domestico): da allora, la donna è in forte apprensione per un possibile attacco epilettico del bambino, che deve essere soccorso entro 15 minuti. Nascosto sotto un tavolo assieme ai figli, Ki-taek ascolta il dialogo tra il signore e la signora Park in merito al suo forte odore, chiaramente derivante dallo scantinato in cui normalmente vive. I tre riescono a lasciare la casa ma il nubifragio ha allagato il quartiere in cui vivono e il loro appartamento, costringendoli a trascorrere la notte assieme a centinaia di altri sfollati in una palestra.
Saltata la festa di famiglia in campeggio, il giorno dopo la signora Park organizza una nuova festa di compleanno per Da-song con parenti e amici, richiedendo i servigi dell'intera famiglia Kim, regolarmente retribuita. Durante la festa Ki-woo torna al bunker con la pietra regalatagli dall'amico per uccidere i due prigionieri: qui Geun-sae, riuscito a liberarsi e rimasto in attesa, lo cattura e lo colpisce con la pesante pietra. Libero e furibondo per la morte della moglie, Geun-sae esce dal bunker, afferra un coltello, corre alla festa e pugnala Ki-jung al petto mentre il moribondo Ki-woo viene portato fuori dalla villa da Da-hye. Il piccolo Da-song riconosce Geun-sae, come il "fantasma" del trauma ed ha un altro attacco epilettico; i genitori ordinano perciò a Ki-taek di correre in ospedale, ma questo è impegnato a tentare di salvare la figlia, gravemente ferita. Mentre Chung-sook uccide Geun-sae trafiggendolo con uno spiedo, il ricco Park dimostra ulteriore disinteresse verso le sorti della morente Ki-jung e disgusto verso l'odore di Geun-sae (anch'esso assorbito dai vestiti per la vita nel bunker): questo fa scattare un raptus omicida a Ki-taek, che pugnala a morte il padrone di casa e fugge dalla scena. Anche a causa della disattivazione delle telecamere da parte di Moon-gwang, non verrà più ritrovato.
Alcune settimane dopo Ki-woo e la madre, pur condannati dal tribunale, beneficiano della libertà vigilata. Ki-woo era sopravvissuto dopo un mese di coma e un intervento al cervello, Ki-jung invece è morta, mentre di Ki-taek si sono completamente perse le tracce. Una sera d'inverno, mentre osserva con un binocolo la casa dei Park, ora acquistata da una famiglia tedesca, Ki-woo nota un lampadario che si accende e si spegne ad intervalli irregolari: è il padre Ki-taek che sta comunicando con l'alfabeto Morse, tramite degli interruttori elettrici nascosti. L'uomo, autore dell'omicidio di Park, ha deciso di nascondersi a sua volta nel bunker della casa come il defunto Geun-sae, ed è ridotto a vivere furtivamente.
Pur consapevole che sarà difficile riuscirci, Ki-woo manda a sua volta un messaggio al padre, in cui gli promette che guadagnerà abbastanza soldi per poter comprare quella casa e poterlo finalmente riabbracciare.

## La pietra
Il regista Bong Joon-ho ha lasciato ampio margine di interpretazione sul significato della pietra suseok, sia al pubblico sia alla critica sia al cast. Alle domande di un giornalista, il regista ha risposto lanciandogliela addosso: dopo lo spavento del reporter, essa si è dimostrata la copia in schiuma, leggera e indistruttibile.
Da una parte vi è l'inutilità di donare un oggetto costoso ma del tutto inutile ad una famiglia indebitata, infatti la madre Chung-sook avrebbe preferito ricevere del cibo in dono. Choi Woo-shik, interprete di Ki-woo, l'ha interpretato come la pressione che il ragazzo sente poiché schiacciato dalla responsabilità di dover prendersi cura della famiglia; la roccia, contrariamente alle leggi della fisica, galleggia sull'acqua, come dire che è un oggetto irrinunciabile. Song Kang-ho, interprete di Ki-taek, la vede come l'aspirazione del figlio ad una vita agiata, in cui un orpello del genere non è inusuale.

## Produzione
Le riprese del film sono cominciate il 18 maggio 2018 e si sono concluse il 19 settembre dello stesso anno, per una durata totale di 124 giorni, nelle città di Seul e Jeonju, con un budget di circa 13,5 miliardi di won, pari a circa 11,5 milioni di dollari.

## Colonna sonora
La colonna sonora del film è stata composta da Jung Jae-il, che aveva già collaborato con Bong Joon-ho nel suo precedente film, Okja (2017). È stata pubblicata in un album in Corea del Sud il 31 maggio del 2019 da Stone Music Entertainment.
Il brano presente durante i titoli di coda, Soju One Glass, è stato scritto dal regista e cantato da Choi Woo-shik, interprete di Ki-woo nel film.
In una scena del film è presente inoltre il brano In ginocchio da te di Gianni Morandi, scelto dal regista per via del suo titolo.

### Tracce
Musiche di Jung Jae-il.
1. Opening – 2:07
2. Conciliation I – 1:04
3. On the Way to Rich House – 0:55
4. Conciliation II – 1:10
5. Plum Juice – 0:55
6. Mr. Yoon and Park – 1:51
7. Conciliation III – 1:17
8. The Belt of Faith – 7:13
9. Moon-gwang Left – 0:56
10. Camping – 3:05
11. The Hellgate – 1:15
12. Heartrending Story of Bubu – 1:53
13. Zappaguri – 1:47
14. Ghost – 2:00
15. The Family is Busy – 1:09
16. Busy to Survive – 1:53
17. The Frontal Lobe of Ki-taek – 2:42
18. Water, Ocean – 4:41
19. Water, Ocean Again – 1:36
20. It is Sunday Morning – 4:03
21. Blood and Sword – 3:02
22. Yasan – 1:15
23. Moving – 1:44
24. Ending – 0:53
25. Choi Woo-shik – Soju One Glass – 3:20 (testo: Bong Joon-ho)

Durata totale: 53:46

## Promozione
La locandina del film è stata diffusa online l'8 aprile 2019. Il primo trailer internazionale del film è stato pubblicato online il 9 aprile 2019.

## Distribuzione

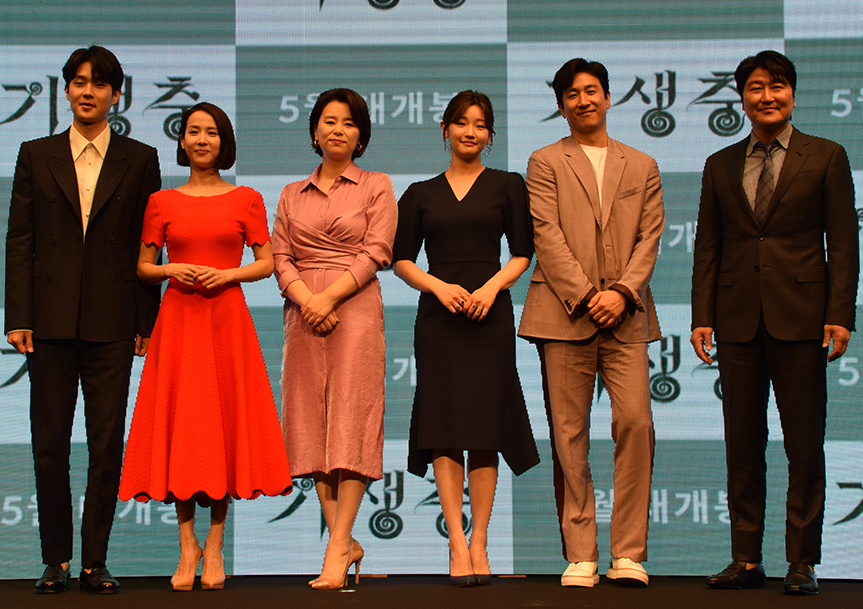
Il cast del film nell'aprile 2019

Il film è stato presentato in anteprima il 21 maggio 2019 in concorso alla 72ª edizione del Festival di Cannes. È stato distribuito nelle sale cinematografiche coreane da CJ Entertainment a partire dal 30 maggio 2019.
È stato distribuito in alcune sale cinematografiche italiane il 7 novembre 2019 da Academy Two. Il 6 febbraio 2020 è ritornato nelle sale cinematografiche italiane.

## Accoglienza

### Incassi
Il film ha incassato in Corea del Sud l'equivalente di 73 milioni di dollari statunitensi e altri 185 milioni nel resto del mondo, per un totale di 258 milioni di dollari. È diventato il film di maggiore incasso del regista Bong Joon-ho e il film coreano più visto di sempre. Dopo il trionfo agli Oscar, la pellicola sale al primo posto del botteghino italiano con oltre 2,5 milioni di euro. In Italia il film ha incassato in totale più di 5,7 milioni di euro.

### Critica
Il film è stato accolto positivamente in maniera unanime dalla critica: su Rotten Tomatoes detiene una percentuale del 99% di pareri positivi basata su 477 recensioni da parte dei critici specializzati, con una media del 9,4. Metacritic gli assegna un punteggio di 97 su 100, basato su 56 recensioni. Su IMDb detiene una media di 8,5 risultando tra i 40 film più apprezzati di tutti i tempi.
A. O. Scott del New York Times lo ha definito «terribilmente divertente, quel tipo di film intelligente, generoso, esteticamente energico che annulla le stanche distinzioni tra film d'essai e film di intrattenimento».

## Riconoscimenti
Parasite ha vinto la Palma d'oro al Festival di Cannes 2019. È stato il primo film sudcoreano a farlo, così come il primo film a vincere con un voto unanime da La vita di Adele del 2013. È stato candidato per tre premi ai Golden Globe 2020: miglior regista, miglior sceneggiatura e miglior film in lingua straniera, vincendo in quest'ultima categoria e diventando così il primo film coreano sia a ricevere una candidatura, sia ad aggiudicarsi una statuetta. È inoltre diventato il secondo film straniero a venir candidato per lo Screen Actors Guild Award per la miglior interpretazione di un cast in un film (e il primo a vincere il premio) dopo La vita è bella. Candidato infine a sei Premi Oscar, è stato il trionfatore dell'edizione aggiudicandosene ben quattro, ovvero quelli per il miglior film (prima opera in assoluto non in lingua inglese a riuscirci), la miglior regia, la miglior sceneggiatura originale (primo lavoro non in lingua inglese a riuscirci da Parla con lei nell'edizione del 2003), e per il miglior film internazionale, diventando anche in questi casi la prima pellicola sudcoreana ad aggiudicarsi la statuetta in tali categorie, nonché il primo film in assoluto a vincere il premio in quest'ultima con la nuova denominazione (categoria conosciuta precedentemente come "miglior film in lingua straniera").
Il 18 febbraio 2020 gli viene riconosciuto anche il David di Donatello per il miglior film straniero. Inoltre ha vinto il premio di Miglior Film della National Society of Film Critics.

### Premi
- 2020 - Premio Oscar[3][28]
  - Miglior film
  - Miglior film internazionale (Corea del Sud)
  - Miglior regista a Bong Joon-ho
  - Miglior sceneggiatura originale a Bong Joon-ho e Han Ji-won
  - Candidatura per la miglior scenografia a Lee Ha-jun e Cho Won-woo
  - Candidatura per il miglior montaggio a Yang Jin-mo
- 2020 - Golden Globe[29][30]
  - Miglior film in lingua straniera
  - Candidatura per il miglior regista di un film a Bong Joon-ho
  - Candidatura per la miglior sceneggiatura di un film a Bong Joon-ho e Han Ji-won
- 2020 - Premio BAFTA[31][32]
  - Miglior film non in lingua inglese
  - Migliore sceneggiatura originale a Bong Joon-ho e Han Ji-won
  - Candidatura per il miglior film
  - Candidatura per il miglior regista a Bong Joon-ho
- 2019 - Festival di Cannes[1][33][34]
  - Palma d'oro
  - Prix des Cinémas Art et Essai (AFCAE)
  - Menzione d'onore al Prix Vulcain de l’Artiste Technicien a Lee Ha-jun
- 2019 - Boston Society of Film Critics Awards
  - Miglior regista a Bong Joon-ho
  - Miglior film in lingua straniera
- 2019 - British Independent Film Awards[35]
  - Miglior film indipendente internazionale
- 2019 - Chicago Film Critics Association Awards[36][37]
  - Miglior film
  - Miglior regista a Bong Joon-ho
  - Miglior sceneggiatura originale a Bong Joon-ho e Han Ji-won
  - Miglior film in lingua straniera
  - Candidatura per la miglior attrice non protagonista a Cho Yeo-jeong
  - Candidatura per la miglior fotografia a Hong Kyung-pyo
  - Candidatura per il miglior montaggio
  - Candidatura per la miglior scenografia
- 2019 - Los Angeles Film Critics Association Awards[38]
  - Miglior film
  - Miglior regista
  - Miglior attore non protagonista a Song Kang-ho
- 2019 - National Board of Review Awards[39]
  - Miglior film straniero
- 2019 - New York Film Critics Circle Awards[40]
  - Miglior film in lingua straniera
- 2019 - San Diego Film Critics Society Awards[41]
  - Miglior film straniero
- 2019 - Satellite Award[42]
  - Candidatura per il miglior regista a Bong Joon-ho
  - Candidatura per la migliore sceneggiatura originale a Bong Joon-ho e Han Ji-won
  - Candidatura per la miglior film in lingua straniera
- 2019 - Sydney Film Festival[43]
  - Miglior film
- 2019 - Toronto International Film Festival[44]
  - Premio del pubblico (3º posto)
- 2020 - Critics' Choice Awards[45][46]
  - Miglior regista a Bong Joon-ho
  - Miglior film straniero
  - Candidatura per il miglior film
  - Candidatura per il miglior cast corale
  - Candidatura per il miglior sceneggiatura originale a Bong Joon-ho e Han Ji-won
  - Candidatura per la miglior scenografia a Lee Ha-jun
  - Candidatura per il miglior montaggio a Yang Jin-mo
- 2020 - Independent Spirit Awards[47]
  - Miglior film straniero
- 2020 - Screen Actors Guild Award[48]
  - Miglior cast cinematografico
- 2020 - David di Donatello
  - Miglior film straniero
- 2020 - Premio César
  - Miglior film straniero

## Adattamenti
Nel gennaio 2020 è stata annunciata una miniserie televisiva HBO, adattata dal film, prodotta dallo stesso Bong-Joon ho e Adam McKay.